# Medaliści igrzysk olimpijskich w gimnastyce
Lista medalistów letnich igrzysk olimpijskich w gimnastyce w konkurencjach mężczyzn.

## Konkurencje obecnie rozgrywane

### Wielobój indywidualny
| Rok i miejsce    | Złoto              | Srebro                                      | Brąz                 |
| ---------------- | ------------------ | ------------------------------------------- | -------------------- |
| Paryż 1900       | Gustave Sandras    | Noël Bas                                    | Lucien Démanet       |
| Saint Louis 1904 | Julius Lenhart     | Wilhelm Weber                               | Adolf Spinnler       |
| Londyn 1908      | Alberto Braglia    | Walter Tysall                               | Louis Ségura         |
| Sztokholm 1912   | Alberto Braglia    | Louis Ségura                                | Serafino Mazzarocchi |
| Antwerpia 1920   | Giorgio Zampori    | Marco Torrès                                | Jean Gounot          |
| Paryż 1924       | Leon Štukelj       | Robert Pražák                               | Bedřich Šupčík       |
| Amsterdam 1928   | Georges Miez       | Hermann Hänggi                              | Leon Štukelj         |
| Los Angeles 1932 | Romeo Neri         | István Pelle                                | Heikki Savolainen    |
| Berlin 1936      | Alfred Schwarzmann | Eugen Mack                                  | Konrad Frey          |
| Londyn 1948      | Veikko Huhtanen    | Walter Lehmann                              | Paavo Aaltonen       |
| Helsinki 1952    | Wiktor Czukarin    | Hrant Szahinian                             | Josef Stalder        |
| Melbourne 1956   | Wiktor Czukarin    | Takashi Ono                                 | Jurij Titow          |
| Rzym 1960        | Boris Szachlin     | Takashi Ono                                 | Jurij Titow          |
| Tokio 1964       | Yukio Endō         | Shūji Tsurumi Boris Szachlin Wiktor Lisicki | –                    |
| Meksyk 1968      | Sawao Katō         | Michaił Woronin                             | Akinori Nakayama     |
| Monachium 1972   | Sawao Katō         | Eizo Kenmotsu                               | Akinori Nakayama     |
| Montreal 1976    | Nikołaj Andrianow  | Sawao Katō                                  | Mitsuo Tsukahara     |
| Moskwa 1980      | Aleksandr Ditiatin | Nikołaj Andrianow                           | Stojan Dełczew       |
| Los Angeles 1984 | Kōji Gushiken      | Peter Vidmar                                | Li Ning              |
| Seul 1988        | Władimir Artiomow  | Walerij Lukin                               | Dmitrij Biłozierczew |
| Barcelona 1992   | Wital Szczerba     | Hryhorij Misiutin                           | Walerij Bielenki     |
| Atlanta 1996     | Li Xiaoshuang      | Aleksiej Niemow                             | Wital Szczerba       |
| Sydney 2000      | Aleksiej Niemow    | Yang Wei                                    | Ołeksandr Beresz     |
| Ateny 2004       | Paul Hamm          | Kim Dae-eun                                 | Yang Tae-young       |
| Pekin 2008       | Yang Wei           | Kōhei Uchimura                              | Benoît Caranobe      |
| Londyn 2012      | Kōhei Uchimura     | Marcel Nguyen                               | Danell Leyva         |

### Wielobój drużynowy
| Rok i miejsce    | Złoto | Srebro | Brąz |
| ---------------- | --- | --- | --- |
| Saint Louis 1904 | Stany Zjednoczone · John Grieb · Anton Heida · Max Hess · Philipp Kassel · Julius Lenhart · Ernst Reckeweg | Stany Zjednoczone · Emil Beyer · John Bissinger · Arthur Rosenkampf · Julian Schmitz · Otto Stoffen · Max Wolf | Stany Zjednoczone · John Duha · Charles Krause · Robert Mayack · George Meyer · Edward Siegler · Philip Schuster |
| Londyn 1908      | Szwecja · Gösta Åsbrink, Carl Bertilsson, Hjalmar Cedercrona, Andreas Cervin, Rudolf Degermark, Carl Folcker, Sven Forssman, Erik Granfelt, Carl Hårleman, Hugo Jahnke, Johan Jarlén, Nils Hellsten, Gunnar Höjer, Arvid Holmberg, Carl Holmberg, Oswald Holmberg, Gustaf Johnsson, Rolf Johnsson, Sven Landberg, Olle Lanner, Axel Ljung, Nils von Kantzow, Osvald Moberg, Carl Martin Norberg, Erik Norberg, Tor Norberg, Axel Norling, Daniel Norling, Gustaf Olson, Leonard Peterson, Sven Rosén, Gustaf Rosenquist, Axel Sjöblom, Birger Sörvik, Haakon Sörvik, Karl-Johan Svensson, Karl-Gustaf Vingqvist, Nils Widforss | Norwegia · Arthur Amundsen, Carl Albert Andersen, Otto Authén, Herman Bohne, Trygve Bøyesen, Oskar Bye, Conrad Carlsrud, Sverre Grøner, Harald Halvorsen, Peter Hol, Eugen Ingebretsen, Ole Iversen, Per Mathias Jespersen, Sigurd Johannesen, Nicolai Kiær, Carl Klæth, Thor Larsen, Rolf Lefdahl, Hans Lem, Anders Moen, Frithjof Olsen, Carl Petersen, Paul Pedersen, Sigvard Sivertsen, John Skrataas, Harald Smedvik, Andreas Strand, Olaf Syvertsen, Thomas Thorstensen | Wlk. Ks. Finlandii · Eino Forsström, Otto Granström, Johan Kemp, Iivari Kyykoski, Heikki Lehmusto, Johan Lindroth, Edvard Linna, Yrjö Linko, Edvard Linna, Matti Markkanen, Kaarlo Mikkolainen, Veli Nieminen, Kaarlo Paasia, Arvi Pohjanpää, Aarne Pohjonen, Eino Railio, Heikki Riipinen, Arno Saarinen, Einar Sahlsten, Arne Salovaara, Karl Sandelin, Eljas Sipilä, Viktor Smeds, Kaarlo Soinio, Kurt Stenberg, Väinö Tiiri, Karl Magnus Wegelius |
| Sztokholm 1912   | Włochy · Pietro Bianchi, Guido Boni, Alberto Braglia, Giuseppe Domenichelli, Carlo Fregosi, Alfredo Gollini, Francesco Loi, Luigi Maiocco, Giovanni Mangiante, Lorenzo Mangiante, Serafino Mazzarocchi, Guido Romano, Paolo Salvi, Luciano Savorini, Adolfo Tunesi, Giorgio Zampori, Umberto Zanolini, Angelo Zorzi | Węgry · Lajos Aradi, József Berkes, Imre Erdődy, Samu Fóti, Imre Gellért, Győző Halmos, Ottó Hellmich, István Herczeg, József Keresztessy, János Krizmanich, Elemér Pászti, Árpád Pédery, Jenő Reti, Ferenc Szűts, Ödön Téry, Géza Tuli | Wielka Brytania · Albert Betts, William Cowhig, Sidney Cross, Harold Dickason, Herbert Drury, Bernard Franklin, Leonard Hanson, Samuel Hodgetts, Charles Luck, William MacKune, Ronald McLean, Alfred Messenger, Henry Oberholzer, Edward Pepper, Edward Potts, Reginald Potts, George Ross, Charles Simmons, Arthur Southern, William Titt, Charles Vigurs, Samuel Walker, John Whitaker                                                             |
| Antwerpia 1920   | Włochy · Arnaldo Andreoli, Ettore Bellotto, Pietro Bianchi, Fernando Bonatti, Luigi Cambiaso, Luigi Contessi, Carlo Costigliolo, Luigi Costigliolo, Giuseppe Domenichelli, Roberto Ferrari, Carlo Fregosi, Romualdo Ghiglione, Ambrogio Levati, Francesco Loi, Vittorio Lucchetti, Luigi Maiocco, Ferdinando Mandrini, Lorenzo Mangiante, Antonio Marovelli, Michele Mastromarino, Giuseppe Paris, Manlio Pastorini, Ezio Roselli, Paolo Salvi, Giovanni Tubino, Giorgio Zampori, Angelo Zorzi | Belgia · Eugène Auwerkerken, Théophile Bauer, François Claessens, Augustus Cootmans, François Gibens, Albert Haepers, Domien Jacob, Félicien Kempeneers, Jules Labéeu, Hubert Lafortune, Auguste Landrieu, Charles Lannie, Constant Loriot, Nicolaas Moerloos, Ferdinand Minnaert, Louis Stoop, Jean Van Guysse, Alphonse Van Mele, François Verboven, Jean Verboven, Julien Verdonck, Joseph Verstraeten, Georges Vivex, Julianus Wagemans                                   | Francja · Georges Berger, Émile Boitelle, Émile Bouchès, René Boulanger, Alfred Buyenne, Eugène Cordonnier, Léon Delsarte, Lucien Démanet, Paul Durin, Victor Duvant, Fernand Fauconnier, Arthur Hermann, Albert Hersoy, Alphonse Higelin, Auguste Hoël, Georges Lagouge, Paulin Lemaire, Ernest Lespinasse, Jules Pirard, Eugène Pollet, Louis Quempe, Georges Thurnherr, Marco Torrès, François Walker, Julien Wartelle, Paul Wartelle              |
| Paryż 1924       | Włochy · Luigi Cambiaso · Mario Lertora · Vittorio Lucchetti · Luigi Maiocco · Ferdinando Mandrini · Francesco Martino · Giuseppe Paris · Giorgio Zampori | Francja · Eugène Cordonnier · Léon Delsarte · François Gangloff · Jean Gounot · Arthur Hermann · Alphonse Higelin · Joseph Huber · Albert Séguin | Szwajcaria · Hans Grieder · August Güttinger · Jean Gutweniger · Georges Miez · Otto Pfister · Antoine Rebetez · Karl Widmer · Josef Wilhelm |
| Amsterdam 1928   | Szwajcaria · Hans Grieder · August Güttinger · Hermann Hänggi · Eugen Mack · Georges Miez · Otto Pfister · Eduard Steinemann · Melchior Wezel | Czechosłowacja · Josef Effenberger · Jan Gajdoš · Jan Koutný · Emanuel Löffler · Bedřich Šupčík · Ladislav Tikal · Ladislav Vácha · Václav Veselý | Królestwo SHS · Edvard Antonijevič · Dragutin Ciotti · Stane Derganc · Boris Gregorka · Anton Malej · Janez Porenta · Jože Primožič · Leon Štukelj |
| Los Angeles 1932 | Włochy · Oreste Capuzzo · Savino Guglielmetti · Mario Lertora · Romeo Neri · Franco Tognini | Stany Zjednoczone · Frank Cumiskey · Frank Haubold · Al Jochim · Frederick Meyer · Michael Schuler | Finlandia · Mauri Nyberg-Noroma · Veikko Pakarinen · Heikki Savolainen · Einari Teräsvirta · Martti Uosikkinen |
| Berlin 1936      | III Rzesza · Franz Beckert · Konrad Frey · Alfred Schwarzmann · Willi Stadel · Innozenz Stangl · Walter Steffens · Matthias Volz · Ernst Winter | Szwajcaria · Walter Bach · Albert Bachmann · Walter Beck · Eugen Mack · Georges Miez · Michael Reusch · Eduard Steinemann · Josef Walter | Finlandia · Mauri Nyberg-Noroma · Aleksanteri Saarvala · Heikki Savolainen · Esa Seeste · Veikko Pakarinen · Einari Teräsvirta · Eino Tukiainen · Martti Uosikkinen |
| Londyn 1948      | Finlandia · Paavo Aaltonen · Veikko Huhtanen · Kalevi Laitinen · Olavi Rove · Aleksanteri Saarvala · Sulo Salmi · Heikki Savolainen · Einari Teräsvirta | Szwajcaria · Karl Frei · Christian Kipfer · Walter Lehmann · Robert Lucy · Michael Reusch · Josef Stalder · Emil Studer · Melchior Thalmann | Węgry · László Baranyai · József Fekete · Győző Mogyorossy · János Mogyorósi-Klencs · Ferenc Pataki · Lajos Sántha · Lajos Tóth · Ferenc Várkői |
| Helsinki 1952    | ZSRR · Wiktor Czukarin · Hrant Szahinian · Walentin Muratow · Jewgienij Korolkow · Władimir Bielakow · Josif Berdijew · Michaił Perlman · Dmytro Leonkin | Szwajcaria · Josef Stalder · Hans Eugster · Jean Tschabold · Jack Günthard · Melchior Thalmann · Ernst Gebendinger · Hans Schwarzentruber · Ernst Fivian | Finlandia · Onni Lappalainen · Berndt Lindfors · Paavo Aaltonen · Kaino Lempinen · Heikki Savolainen · Kalevi Laitinen · Kalevi Viskari · Olavi Rove |
| Melbourne 1956   | ZSRR · Albert Azarian · Walentin Muratow · Boris Szachlin · Pawieł Stołbow · Jurij Titow · Wiktor Czukarin | Japonia · Nobuyuki Aihara · Akira Kono · Masami Kubota · Takashi Ono · Masao Takemoto · Shinsaku Tsukawaki | Finlandia · Raimo Heinonen · Onni Lappalainen · Olavi Leimuvirta · Berndt Lindfors · Martti Mansikka · Kalevi Suoniemi |
| Rzym 1960        | Japonia · Nobuyuki Aihara · Yukio Endō · Takashi Mitsukuri · Takashi Ono · Masao Takemoto · Shūji Tsurumi | ZSRR · Albert Azarian · Walerij Kerdemelidi · Nikołaj Miligulo · Władimir Portnoj · Boris Szachlin · Jurij Titow | Włochy · Giovanni Carminucci · Pasquale Carminucci · Gianfranco Marzolla · Franco Menichelli · Orlando Polmonari · Angelo Vicardi |
| Tokio 1964       | Japonia · Yukio Endō · Takuji Hayata · Takashi Mitsukuri · Takashi Ono · Shūji Tsurumi · Haruhiro Yamashita | ZSRR · Siergiej Diomidow · Wiktor Leontjew · Wiktor Lisicki · Boris Szachlin · Jurij Titow · Jurij Capienko | Niemcy · Siegfried Fülle · Philipp Fürst · Günter Lyhs · Erwin Koppe · Klaus Köste · Peter Weber |
| Meksyk 1968      | Japonia · Yukio Endō · Sawao Katō · Takeshi Katō · Eizō Kenmotsu · Akinori Nakayama · Mitsuo Tsukahara | ZSRR · Siergiej Diomidow · Walerij Iljinych · Walerij Karasiow · Wiktor Klimienko · Wiktor Lisicki · Michaił Woronin | NRD · Günter Beier · Matthias Brehme · Gerhard Dietrich · Siegfried Fülle · Klaus Köste · Peter Weber |
| Monachium 1972   | Japonia · Sawao Katō · Eizō Kenmotsu · Shigeru Kasamatsu · Akinori Nakayama · Teruichi Okamura · Mitsuo Tsukahara | ZSRR · Nikołaj Andrianow · Wiktor Klimienko · Aleksandr Malejew · Eduard Mikaeljan · Władimir Szuchin · Michaił Woronin | NRD · Matthias Brehme · Wolfgang Klotz · Klaus Köste · Jürgen Paeke · Reinhard Rychly · Wolfgang Thüne |
| Montreal 1976    | Japonia · Shuniji Fujimoto · Hisato Igarashi · Hiroshi Kajityama · Sawao Katō · Eizō Kenmotsu · Mitsuo Tsukahara | ZSRR · Nikołaj Andrianow · Aleksandr Ditiatin · Gienadij Krysin · Władimir Markiełow · Władimir Marczenko · Władimir Tichonow | NRD · Roland Brückner · Rainer Hanschke · Bernd Jäger · Wolfgang Klotz · Lutz Mack · Michael Nikolay |
| Moskwa 1980      | ZSRR · Nikołaj Andrianow · Eduard Azarian · Aleksandr Ditiatin · Bohdan Makuc · Władimir Markiełow · Aleksandr Tkaczow | NRD · Andreas Bronst · Roland Brückner · Ralf-Peter Hemmann · Lutz Hoffmann · Lutz Mack · Michael Nikolay | Węgry · Ferenc Donáth · György Guczoghy · Zoltán Kelemen · Péter Kovács · Zoltán Magyar · István Vámos |
| Los Angeles 1984 | Stany Zjednoczone · Bart Conner · Tim Daggett · Mitch Gaylord · Jim Hartung · Scott Johnson · Peter Vidmar | Chiny · Li Ning · Li Xiaoping · Li Yuejiu · Lou Yun · Tong Fei · Xu Zhiqiang | Japonia · Kōji Gushiken · Noritoshi Hirata · Nobuyuki Kajitani · Shinji Morisue · Koji Sotomura · Kyoji Yamawaki |
| Seul 1988        | ZSRR · Władimir Artiomow · Dmitrij Biłozierczew · Siergiej Charkow · Władimir Gogoladze · Walerij Lukin · Władimir Nowikow | NRD · Holger Behrendt · Ralf Büchner · Ulf Hoffmann · Sylvio Kroll · Sven Tippelt · Andreas Wecker | Japonia · Yukio lketani · Hiroyuki Konishi · Koichi Mizushima · Daisuke Nishikawa · Toshiharu Sato · Takahiro Yamada |
| Barcelona 1992   | WNP · Walerij Bielenki · Ihor Korobcziński · Hryhorij Misiutin · Rustam Szaripow · Wital Szczerba · Aleksiej Woropajew | Chiny · Guo Linyao · Li Chunyang · Li Dashuang · Li Ge · Li Jing · Li Xiaoshuang | Japonia · Yutaka Aihara · Takashi Chinen · Yoshiaki Hatakeda · Yukio Iketani · Masayuki Matsunaga · Daisuke Nishikawa |
| Atlanta 1996     | Rosja · Nikołaj Kriukow · Aleksiej Niemow · Jewgienij Podgorny · Dmitrij Trusz · Siergiej Czarkow · Dmitrij Wasilenko · Aleksiej Woropajew | Chiny · Fan Bin · Fan Hongbin · Huang Huadong · Huang Liping · Li Xiaoshuang · Shen Jian · Zhang Jinjing | Ukraina · Jurij Jermakow · Ihor Korobcziński · Ołeh Kosiak · Hryhorij Misiutin · Wołodymyr Szamenko · Rustam Szaripow · Ołeksandr Switłyczny |
| Sydney 2000      | Chiny · Huang Xu · Li Xiaopeng · Xiao Junfeng · Xing Aowei · Yang Wei · Zheng Lihui | Ukraina · Ołeksandr Beresz · Wałerij Honczarow · Ruslan Mezencew · Wałerij Pereszkura · Roman Zozula · Ołeksandr Switłyczny | Rosja · Maksim Aloszin · Aleksiej Bondarienko · Dmitrij Driewin · Nikołaj Kriukow · Aleksiej Niemow · Jewgienij Podgorny |
| Ateny 2004       | Japonia · Takehiro Kashima · Hisashi Mizutori · Daisuke Nakano · Hiroyuki Tomita · Naoya Tsukahara · Isao Yoneda | Stany Zjednoczone · Jason Gatson · Morgan Hamm · Paul Hamm · Brett McClure · Blaine Wilson · Guard Young | Rumunia · Marian Drăgulescu · Ilie Daniel Popescu · Dan Nicolae Potra · Răzvan Dorin Şelariu · Ioan Silviu Suciu · Marius Urzică |
| Pekin 2008       | Chiny · Chen Yibing · Huang Xu · Li Xiaopeng · Xiao Qin · Yang Wei · Zou Kai | Japonia · Takehiro Kashima · Takuya Nakase · Makoto Okiguchi · Kōki Sakamoto · Hiroyuki Tomita · Kōhei Uchimura | Stany Zjednoczone · Alexander Artemev · Raj Bhavsar · Joey Hagerty · Jonathan Horton · Justin Spring · Kevin Tan |
| Londyn 2012      | Chiny · Chen Yibing · Feng Zhe · Guo Weiyang · Zhang Chenglong · Zou Kai | Japonia · Ryōhei Katō · Kazuhito Tanaka · Yūsuke Tanaka · Kōhei Uchimura · Kōji Yamamuro | Wielka Brytania · Sam Oldham · Daniel Purvis · Louis Smith · Kristian Thomas · Max Whitlock |

### Ćwiczenia na poręczach
| Rok i miejsce    | Złoto             | Srebro              | Brąz                                            |
| ---------------- | ----------------- | ------------------- | ----------------------------------------------- |
| Ateny 1896       | Alfred Flatow     | Louis Zutter        | –                                               |
| Saint Louis 1904 | George Eyser      | Anton Heida         | John Duha                                       |
| Paryż 1924       | August Güttinger  | Robert Pražák       | Hermann Hänggi                                  |
| Amsterdam 1928   | Ladislav Vácha    | Jože Primožič       | Eugen Mack                                      |
| Los Angeles 1932 | Romeo Neri        | István Pelle        | Heikki Savolainen                               |
| Berlin 1936      | Konrad Frey       | Michael Reusch      | Alfred Schwarzmann                              |
| Londyn 1948      | Michael Reusch    | Veikko Huhtanen     | Christian Kipfer Josef Stalder                  |
| Helsinki 1952    | Hans Eugster      | Wiktor Czukarin     | Josef Stalder                                   |
| Melbourne 1956   | Wiktor Czukarin   | Masami Kubota       | Takashi Ono Masao Takemoto                      |
| Rzym 1960        | Boris Szachlin    | Giovanni Carminucci | Takashi Ono                                     |
| Tokio 1964       | Yukio Endō        | Shūji Tsurumi       | Franco Menichelli                               |
| Meksyk 1968      | Akinori Nakayama  | Michaił Woronin     | Wiktor Klimienko                                |
| Monachium 1972   | Sawao Katō        | Shigeru Kosamatsu   | Eizo Kenmotsu                                   |
| Montreal 1976    | Sawao Katō        | Nikołaj Andrianow   | Mitsuo Tsukahara                                |
| Moskwa 1980      | Aleksandr Tkaczow | Aleksandr Ditiatin  | Roland Brückner                                 |
| Los Angeles 1984 | Bart Conner       | Nobuyuki Kajitani   | Mitch Gaylord                                   |
| Seul 1988        | Władimir Artiomow | Walerij Lukin       | Sven Tippelt                                    |
| Barcelona 1992   | Wital Szczerba    | Li Jing             | Ihor Korobcziński Masayuki Matsunaga Guo Linyao |
| Atlanta 1996     | Rustam Szaripow   | Jair Lynch          | Wital Szczerba                                  |
| Sydney 2000      | Li Xiaopeng       | Lee Joo-hyung       | Aleksiej Niemow                                 |
| Ateny 2004       | Wałerij Honczarow | Hiroyuki Tomita     | Li Xiaopeng                                     |
| Pekin 2008       | Li Xiaopeng       | Yoo Won-chul        | Anton Fokin                                     |
| Londyn 2012      | Feng Zhe          | Marcel Nguyen       | Hamilton Sabot                                  |

### Ćwiczenia wolne
| Rok i miejsce    | Złoto              | Srebro                                            | Brąz                           |
| ---------------- | ------------------ | ------------------------------------------------- | ------------------------------ |
| Los Angeles 1932 | István Pelle       | Georges Miez                                      | Mario Lertora                  |
| Berlin 1936      | Georges Miez       | Josef Walter                                      | Konrad Frey Eugen Mack         |
| Londyn 1948      | Ferenc Pataki      | János Mogyorósi-Klencs                            | Zdeněk Růžička                 |
| Helsinki 1952    | William Thoresson  | Tadao Uesako Jerzy Jokiel                         | –                              |
| Melbourne 1956   | Walentin Muratow   | Nobuyuki Aihara William Thoresson Wiktor Czukarin | –                              |
| Rzym 1960        | Nobuyuki Aihara    | Jurij Titow                                       | Franco Menichelli              |
| Tokio 1964       | Franco Menichelli  | Wiktor Lisicki Yukio Endō                         | –                              |
| Meksyk 1968      | Sawao Katō         | Akinori Nakayama                                  | Takeshi Katō                   |
| Monachium 1972   | Nikołaj Andrianow  | Akinori Nakayama                                  | Shigeru Kasamatsu              |
| Montreal 1976    | Nikołaj Andrianow  | Władimir Marczenko                                | Peter Kormann                  |
| Moskwa 1980      | Roland Brückner    | Nikołaj Andrianow                                 | Aleksandr Ditiatin             |
| Los Angeles 1984 | Li Ning            | Lou Yun                                           | Koji Sotomura Philippe Vatuone |
| Seul 1988        | Siergiej Charkow   | Władimir Artiomow                                 | Lou Yun Yukio Iketani          |
| Barcelona 1992   | Li Xiaoshuang      | Hryhorij Misiutin Yukio Iketani                   | –                              |
| Atlanta 1996     | Joanis Melisanidis | Li Xiaoshuang                                     | Aleksiej Niemow                |
| Sydney 2000      | Igors Vihrovs      | Aleksiej Niemow                                   | Jordan Jowczew                 |
| Ateny 2004       | Kyle Shewfelt      | Marian Drăgulescu                                 | Jordan Jowczew                 |
| Pekin 2008       | Zou Kai            | Gervasio Deferr                                   | Anton Gołocuckow               |
| Londyn 2012      | Zou Kai            | Kōhei Uchimura                                    | Dienis Ablazin                 |

### Skok przez konia
| Rok i miejsce    | Złoto                         | Srebro                                             | Brąz                                              |
| ---------------- | ----------------------------- | -------------------------------------------------- | ------------------------------------------------- |
| Ateny 1896       | Carl Schuhmann                | Louis Zutter                                       | Hermann Weingärtner                               |
| Saint Louis 1904 | Anton Heida George Eyser      | –                                                  | William Merz                                      |
| Paryż 1924       | Frank Kriz                    | Jan Koutný                                         | Bohumil Mořkovský                                 |
| Amsterdam 1928   | Eugen Mack                    | Emanuel Löffler                                    | Stane Derganc                                     |
| Los Angeles 1932 | Savino Guglielmetti           | Al Jochim                                          | Ed Carmichael                                     |
| Berlin 1936      | Alfred Schwarzmann            | Eugen Mack                                         | Matthias Volz                                     |
| Londyn 1948      | Paavo Aaltonen                | Olavi Rove                                         | János Mogyorósi-Klencs Ferenc Pataki Leo Sotorník |
| Helsinki 1952    | Wiktor Czukarin               | Masao Takemoto                                     | Tadao Uesako Takashi Ono                          |
| Melbourne 1956   | Helmut Bantz Walentin Muratow | –                                                  | Jurij Titow                                       |
| Rzym 1960        | Boris Szachlin Takashi Ono    | –                                                  | Władimir Portnoj                                  |
| Tokio 1964       | Haruhiro Yamashita            | Wiktor Lisicki                                     | Hannu Rantakari                                   |
| Meksyk 1968      | Michaił Woronin               | Yukio Endō                                         | Siergiej Diomidow                                 |
| Monachium 1972   | Klaus Köste                   | Wiktor Klimienko                                   | Nikołaj Andrianow                                 |
| Montreal 1976    | Nikołaj Andrianow             | Mitsuo Tsukahara                                   | Hiroshi Kajiyma                                   |
| Moskwa 1980      | Nikołaj Andrianow             | Aleksandr Ditiatin                                 | Roland Brückner                                   |
| Los Angeles 1984 | Lou Yun                       | Li Ning Kōji Gushiken Mitch Gaylord Shinji Morisue | –                                                 |
| Seul 1988        | Lou Yun                       | Sylvio Kroll                                       | Park Jong-hoon                                    |
| Barcelona 1992   | Wital Szczerba                | Hryhorij Misiutin                                  | Yoo Ok-ryul                                       |
| Atlanta 1996     | Aleksiej Niemow               | Yeo Hong-chul                                      | Wital Szczerba                                    |
| Sydney 2000      | Gervasio Deferr               | Aleksiej Bondarienko                               | Leszek Blanik                                     |
| Ateny 2004       | Gervasio Deferr               | Jevgēņijs Saproņenko                               | Marian Drăgulescu                                 |
| Pekin 2008       | Leszek Blanik                 | Thomas Bouhail                                     | Anton Gołocuckow                                  |
| Londyn 2012      | Yang Hak-seon                 | Dienis Ablazin                                     | Ihor Radiwiłow                                    |

### Ćwiczenia na drążku
| Rok i miejsce    | Złoto                            | Srebro                           | Brąz                                   |
| ---------------- | -------------------------------- | -------------------------------- | -------------------------------------- |
| Ateny 1896       | Hermann Weingärtner              | Alfred Flatow                    | –                                      |
| Saint Louis 1904 | Anton Heida Edward Hennig        | –                                | George Eyser                           |
| Paryż 1924       | Leon Štukelj                     | Jean Gutweniger                  | Alphonse Higelin                       |
| Amsterdam 1928   | Georges Miez                     | Romeo Neri                       | Eugen Mack                             |
| Los Angeles 1932 | Dallas Bixler                    | Heikki Savolainen                | Einari Teräsvirta                      |
| Berlin 1936      | Aleksanteri Saarvala             | Konrad Frey                      | Alfred Schwarzmann                     |
| Londyn 1948      | Josef Stalder                    | Walter Lehmann                   | Veikko Huhtanen                        |
| Helsinki 1952    | Jack Günthard                    | Josef Stalder Alfred Schwarzmann | –                                      |
| Melbourne 1956   | Takashi Ono                      | Jurij Titow                      | Masao Takemoto                         |
| Rzym 1960        | Takashi Ono                      | Masao Takemoto                   | Boris Szachlin                         |
| Tokio 1964       | Boris Szachlin                   | Jurij Titow                      | Miroslav Cerar                         |
| Meksyk 1968      | Michaił Woronin Akinori Nakayama | –                                | Eizo Kenmotsu                          |
| Monachium 1972   | Mitsuo Tsukahara                 | Sawao Katō                       | Shigeru Kasamatsu                      |
| Montreal 1976    | Mitsuo Tsukahara                 | Eizo Kenmotsu                    | Henry Boério Eberhard Gienger          |
| Moskwa 1980      | Stojan Dełczew                   | Aleksandr Ditiatin               | Nikołaj Andrianow                      |
| Los Angeles 1984 | Shinji Morisue                   | Tong Fei                         | Kōji Gushiken                          |
| Seul 1988        | Władimir Artiomow Walerij Lukin  | –                                | Holger Behrendt                        |
| Barcelona 1992   | Trent Dimas                      | Hryhorij Misiutin Andreas Wecker | –                                      |
| Atlanta 1996     | Andreas Wecker                   | Krasimir Dunew                   | Aleksiej Niemow Wital Szczerba Fan Bin |
| Sydney 2000      | Aleksiej Niemow                  | Benjamin Varonian                | Lee Joo-hyung                          |
| Ateny 2004       | Igor Cassina                     | Paul Hamm                        | Isao Yoneda                            |
| Pekin 2008       | Zou Kai                          | Jonathan Horton                  | Fabian Hambüchen                       |
| Londyn 2012      | Epke Zonderland                  | Fabian Hambüchen                 | Zou Kai                                |

### Ćwiczenia na kółkach
| Rok i miejsce    | Złoto                                | Srebro                           | Brąz                         |
| ---------------- | ------------------------------------ | -------------------------------- | ---------------------------- |
| Ateny 1896       | Joanis Mitropulos                    | Hermann Weingärtner              | Petros Persakis              |
| Saint Louis 1904 | Herman Glass                         | William Merz                     | Emil Voigt                   |
| Paryż 1924       | Francesco Martino                    | Robert Pražák                    | Ladislav Vácha               |
| Amsterdam 1928   | Leon Štukelj                         | Ladislav Vácha                   | Emanuel Löffler              |
| Los Angeles 1932 | George Gulack                        | Tom Denton                       | Giovanni Lattuada            |
| Berlin 1936      | Alois Hudec                          | Leon Štukelj                     | Matthias Volz                |
| Londyn 1948      | Karl Frei                            | Michael Reusch                   | Zdeněk Růžička               |
| Helsinki 1952    | Hrant Szahinian                      | Wiktor Czukarin                  | Hans Eugster Dmytro Leonkin  |
| Melbourne 1956   | Albert Azarian                       | Walentin Muratow                 | Masao Takemoto Masami Kubota |
| Rzym 1960        | Albert Azarian                       | Boris Szachlin                   | Takashi Ono Welik Kapsazow   |
| Tokio 1964       | Takuji Hayata                        | Franco Menichelli                | Boris Szachlin               |
| Meksyk 1968      | Akinori Nakayama                     | Michaił Woronin                  | Sawao Katō                   |
| Monachium 1972   | Akinori Nakayama                     | Michaił Woronin                  | Mitsuo Tsukahara             |
| Montreal 1976    | Nikołaj Andrianow                    | Aleksandr Ditiatin               | Dan Grecu                    |
| Moskwa 1980      | Aleksandr Ditiatin                   | Aleksandr Tkaczow                | Jiří Tabák                   |
| Los Angeles 1984 | Kōji Gushiken Li Ning                | –                                | Mitch Gaylord                |
| Seul 1988        | Holger Behrendt Dmitrij Biłozierczew | –                                | Sven Tippelt                 |
| Barcelona 1992   | Wital Szczerba                       | Li Jing                          | Andreas Wecker Li Xiaoshuang |
| Atlanta 1996     | Jury Chechi                          | Dan Burinca Szilveszter Csollány | –                            |
| Sydney 2000      | Szilveszter Csollány                 | Dimostenis Tampakos              | Jordan Jowczew               |
| Ateny 2004       | Dimostenis Tampakos                  | Jordan Jowczew                   | Jury Chechi                  |
| Pekin 2008       | Chen Yibing                          | Yang Wei                         | Ołeksandr Worobjow           |
| Londyn 2012      | Arthur Zanetti                       | Chen Yibing                      | Matteo Morandi               |

### Ćwiczenia na koniu z łękami
| Rok i miejsce    | Złoto                                              | Srebro                             | Brąz              |
| ---------------- | -------------------------------------------------- | ---------------------------------- | ----------------- |
| Ateny 1896       | Louis Zutter                                       | Hermann Weingärtner                | –                 |
| Saint Louis 1904 | Anton Heida                                        | George Eyser                       | William Merz      |
| Paryż 1924       | Josef Wilhelm                                      | Jean Gutweniger                    | Antoine Rebetez   |
| Amsterdam 1928   | Hermann Hänggi                                     | Georges Miez                       | Heikki Savolainen |
| Los Angeles 1932 | István Pelle                                       | Omero Bonoli                       | Frank Haubold     |
| Berlin 1936      | Konrad Frey                                        | Eugen Mack                         | Albert Bachmann   |
| Londyn 1948      | Paavo Aaltonen Veikko Huhtanen Heikki Savolainen   | –                                  | –                 |
| Helsinki 1952    | Wiktor Czukarin                                    | Jewgienij Korolkow Hrant Szahinian | –                 |
| Melbourne 1956   | Boris Szachlin                                     | Takashi Ono                        | Wiktor Czukarin   |
| Rzym 1960        | Boris Szachlin Eugen Ekman                         | –                                  | Shūji Tsurumi     |
| Tokio 1964       | Miroslav Cerar                                     | Shūji Tsurumi                      | Jurij Capienko    |
| Meksyk 1968      | Miroslav Cerar                                     | Olli Laiho                         | Michaił Woronin   |
| Monachium 1972   | Wiktor Klimienko                                   | Sawao Katō                         | Eizo Kenmotsu     |
| Montreal 1976    | Zoltán Magyar                                      | Eizo Kenmotsu                      | Nikołaj Andrianow |
| Moskwa 1980      | Zoltán Magyar                                      | Aleksandr Ditiatin                 | Michael Nikolay   |
| Los Angeles 1984 | Li Ning Peter Vidmar                               | –                                  | Tim Daggett       |
| Seul 1988        | Lubomir Geraskow Zsolt Borkai Dmitrij Biłozierczew | –                                  | –                 |
| Barcelona 1992   | Wital Szczerba Pae Gil-su                          | –                                  | Andreas Wecker    |
| Atlanta 1996     | Donghua Li                                         | Marius Urzică                      | Aleksiej Niemow   |
| Sydney 2000      | Marius Urzică                                      | Éric Poujade                       | Aleksiej Niemow   |
| Ateny 2004       | Teng Haibin                                        | Marius Urzică                      | Takehiro Kashima  |
| Pekin 2008       | Xiao Qin                                           | Filip Ude                          | Louis Smith       |
| Londyn 2012      | Krisztián Berki                                    | Louis Smith                        | Max Whitlock      |

## Konkurencje już nie rozgrywane

### Trójbój gimnastyczny
| Rok i miejsce    | Złoto          | Srebro         | Brąz          |
| ---------------- | -------------- | -------------- | ------------- |
| Saint Louis 1904 | Adolf Spinnler | Julius Lenhart | Wilhelm Weber |

### Maczugi
| Rok i miejsce    | Złoto       | Srebro        | Brąz            |
| ---------------- | ----------- | ------------- | --------------- |
| Los Angeles 1932 | George Roth | Phil Erenberg | Bill Kuhlemeier |

### Ćwiczenia z maczugami
| Rok i miejsce    | Złoto         | Srebro     | Brąz         |
| ---------------- | ------------- | ---------- | ------------ |
| Saint Louis 1904 | Edward Hennig | Emil Voigt | Ralph Wilson |

### Skok przez konia wszerz
| Rok i miejsce | Złoto         | Srebro                        | Brąz |
| ------------- | ------------- | ----------------------------- | ---- |
| Paryż 1924    | Albert Séguin | Jean Gounot François Gangloff | –    |

### Wspinaczka po linie
| Rok i miejsce    | Złoto                  | Srebro         | Brąz                            |
| ---------------- | ---------------------- | -------------- | ------------------------------- |
| Ateny 1896       | Nikolaos Andriakopulos | Tomas Ksenakis | Fritz Hofmann                   |
| Saint Louis 1904 | George Eyser           | Charles Krause | Emil Voigt                      |
| Paryż 1924       | Bedřich Šupčík         | Albert Séguin  | Ladislav Vácha August Güttinger |
| Los Angeles 1932 | Benny Bass             | Jack Galbraith | Tom Connelly                    |

### Skoki na ścieżce
| Rok i miejsce    | Złoto         | Srebro   | Brąz         |
| ---------------- | ------------- | -------- | ------------ |
| Los Angeles 1932 | Rowland Wolfe | Ed Gross | Bill Hermann |

### Czwórbój
| Rok i miejsce    | Złoto       | Srebro       | Brąz         |
| ---------------- | ----------- | ------------ | ------------ |
| Saint Louis 1904 | Anton Heida | George Eyser | William Merz |

### Ćwiczenia na drążku (drużynowo)
| Rok i miejsce | Złoto | Srebro                                                                                     | Brąz                                                                                  |
| ------------- | --- | ------------------------------------------------------------------------------------------ | ------------------------------------------------------------------------------------- |
| Ateny 1896    | Cesarstwo Niemieckie · Fritz Hofmann · Conrad Böcker · Alfred Flatow · Gustav Flatow · Georg Hillmar · Fritz Manteuffel · Karl Neukirch · Richard Röstel · Gustav Schuft · Carl Schuhmann · Hermann Weingärtner | Grecja · Sotirios Atanasopulos · Nikolaos Andriakopulos · Petros Persakis · Tomas Ksenakis | Grecja · Joanis Chrisafis · Joanis Mitropulos · Filippos Karvelas · Dimitrios Lundras |

### Ćwiczenia na poręczach (drużynowo)
| Rok i miejsce | Złoto | Srebro | Brąz |
| ------------- | --- | ------ | ---- |
| Ateny 1896    | Cesarstwo Niemieckie · Fritz Hofmann · Conrad Böcker · Alfred Flatow · Gustav Flatow · Georg Hillmar · Fritz Manteuffel · Karl Neukirch · Richard Röstel · Gustav Schuft · Carl Schuhmann · Hermann Weingärtner | –      | –    |

### Wielobój drużynowy w systemie wolnym
| Rok i miejsce  | Złoto | Srebro | Brąz |
| -------------- | --- | --- | --- |
| Sztokholm 1912 | Norwegia · Isak Abrahamsen, Hans Anton Beyer, Hartmann Bjørnsen, Alfred Engelsen, Bjarne Johnsen, Sigurd Jørgensen, Knud Leonard Knudsen, Alf Lie, Rolf Lie, Tor Lund, Petter Martinsen, Per Mathiesen, Jacob Opdahl, Nils Opdahl, Bjarne Pettersen, Frithjof Sælen, Øistein Schirmer, Georg Selenius, Sigvard Sivertsen, Robert Sjursen, Einar Strøm, Gabriel Thorstensen, Thomas Thorstensen, Nils Voss | Wlk. Ks. Finlandii · Kaarlo Ekholm, Eino Forsström, Eero Hyvärinen, Mikko Hyvärinen, Tauno Ilmoniemi, Ilmari Keinänen, Jalmari Kivenheimo, Karl Lund, Aarne Pelkonen, Ilmari Pernaja, Arvid Rydman, Eino Saastamoinen, Aarne Salovaara, Heikki Sammallahti, Hannes Sirola, Klaus Suomela, Lauri Tanner, Väinö Tiiri, Kaarlo Vähämäki, Kaarlo Vasama                                                                                               | Dania · Axel Andersen, Hjalmart Andersen, Halvor Birch, Wilhelm Grimmelmann, Arvor Hansen, Christian Hansen, Marius Hansen, Charles Jensen, Hjalmar Peter Johansenm, Poul Jørgensen, Carl Krebs, Vigo Madsen, Lukas Nielsen, Rikard Nordstrøm, Steen Olsen, Oluf Olsson, Carl Pedersen, Oluf Pedersen, Niels Petersen, Christian Svendsen |
| Antwerpia 1920 | Dania · Georg Albertsen, Rudolf Andersen, Viggo Dibbern, Fritz Eisenöe, Aage Frandsen, Hans Trier Hansen, Hugo Helsten, Harry Holm, Herold Jansson, Robert Johnsen, Christian Juhl, Vilhelm Lange, Svend Madsen, Peder Marcussen, Peder Møller, Lukas Nielsen, Niels Turin Nielsen, Oluf Olsen, Steen Olsen, Christian Pedersen, Hans Rønne, Harry Sørensen, Christian Thomas, Knud Vermehren             | Norwegia · Alf Aanning, Karl Aas, Jørgen Andersen, Gustav Bayer, Jørgen Bjørnstad, Asbjørn Bodahl, Eilert Bøhm, Trygve Bøyesen, Ingolf Davidsen, Håkon Endreson, Jacob Erstad, Harald Færstad, Hermann Helgesen, Petter Hol, Otto Johannessen, John Anker Johansen, Torbjørn Kristoffersen, Henrik Nielsen, Jacob Opdahl, Arthur Rydstrøm, Frithjof Sælen, Bjørn Skjærpe, Wilhelm Steffensen, Olav Sundal, Reidar Tønsberg, Lauritz Wigand-Larsen | – |

### Wielobój drużynowy w systemie szwedzkim
| Rok i miejsce  | Złoto | Srebro | Brąz |
| -------------- | --- | --- | --- |
| Sztokholm 1912 | Szwecja · Per Bertilsson, Carl-Ehrenfried Carlberg, Nils Granfelt, Curt Hartzell, Oswald Holmberg, Anders Hylander, Axel Janse, Boo Kullberg, Sven Landberg, Per Nilsson, Benkt Norelius, Axel Norling, Daniel Norling, Sven Rosén, Nils Silfverskiöld, Carl Silfverstrand, John Sörenson, Yngve Stiernspetz, Karl-Erik Svensson, Karl-Johan Svensson, Knut Torell, Edward Wennerholm, Claes Wersäll, David Wiman | Dania · Peter Andersen, Valdemar Bøggild, Søren Peter Christensen, Ingvald Eriksen, George Falcke, Torkild Garp, Hans Trier Hansen, Johannes Hansen, Rasmus Hansen, Jens Kristian Jensen, Søren Alfred Jensen, Karl Kirk, Jens Kirkegaard, Olaf Kjems, Carl Larsen, Jens Peter Laursen, Marius Lefèrve, Povl Mark, Einar Olsen, Hans Pedersen, Hans Eiler Pedersen, Olaf Pedersen, Peder Larsen Pedersen, Aksel Sørensen, Martin Thau, Søren Thorborg, Kristen Vadgaard, Johannes Vinther | Norwegia · Arthur Amundsen, Jørgen Andersen, Trygve Bøyesen, Georg Brustad, Conrad Christensen, Oscar Engelstad, Marius Eriksen, Axel Henry Hansen, Petter Hol, Eugen Ingebretsen, Olaf Ingebretsen, Olof Jacobsen, Erling Jensen, Thor Jensen, Frithjof Olsen, Oscar Olstad, Edvin Paulsen, Carl Alfred Pedersen, Paul Pedersen, Rolf Robach, Sigurd Smebye, Torleif Torkildsen                          |
| Antwerpia 1920 | Szwecja · Fausto Acke, Albert Andersson, Arvid Andersson, Helge Bäckander, Bengt Bengtsson, Fabian Biörck, Erik Charpentier, Sture Ericsson, Konrad Granström, Helge Gustafsson, Åke Häger, Ture Hedman, Sven Jönsson, Sven-Olof Jönsson, Karl Lindahl, Edmund Lindmark, Bengt Morberg, Frans Persson, Klas Särner, Curt Sjöberg, Gunnar Söderlindh, John Sörenson, Alf Svensén, Gösta Törner                     | Dania · Johannes Birk, Frede Hansen, Frederik Hansen, Kristian Hansen, Hans Jakobsen, Aage Jørgensen, Alfred Frøkjær Jørgensen, Alfred Ollerup Jørgensen, Arne Jørgensen, Knud Kirkeløkke, Jens Lambæk, Kristian Larsen, Kristian Madsen, Niels Erik Nielsen, Niels Kristian Nielsen, Dynes Pedersen, Hans Pedersen, Johannes Pedersen, Peter Dorf Pedersen, Rasmus Rasmussen, Hans Christian Sørensen, Hans Laurids Sørensen, Søren Sørensen, Georg Vest, Aage Walther                   | Belgia · Paul Arets, Léon Bronckaert, Léopold Clabots, Jean-Baptiste Claessens, Léon Darrien, Lucien Dehoux, Ernest Deleu, Émile Duboisson, Ernest Dureuil, Joseph Fiems, Marcel Hansen, Louis Henin, Omer Hoffman, Félix Logiest, Charles Maerschalck, René Paenhuijsen, Arnold Pierret, René Pinchart, Gaspard Pirotte, Augustien Pluys, Léopold Son, Édouard Taeymans, Pierre Thiriar, Henri Verhavert |